# Quesnoy-sur-Airaines
Quesnoy-sur-Airaines és un municipi francès situat al departament del Somme i a la regió dels Alts de França. L'any 2007 tenia 473 habitants.

## Demografia

### Població

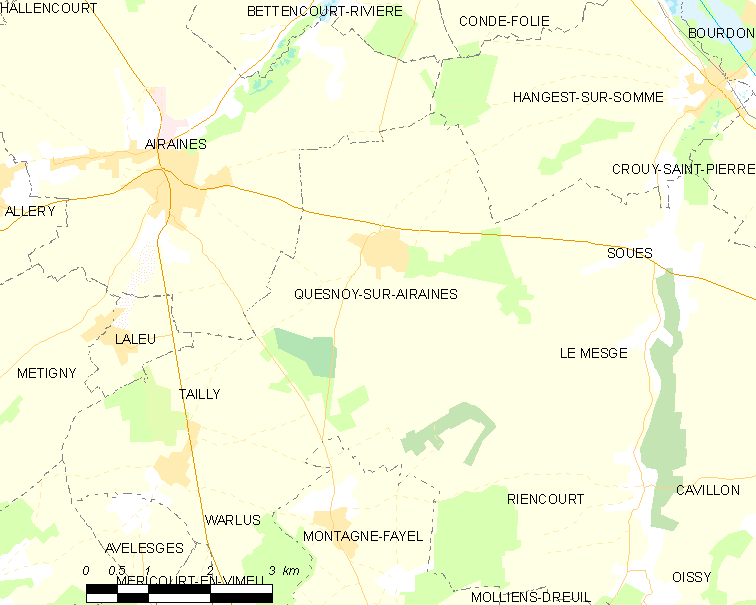
municipi

El 2007 la població de fet de Quesnoy-sur-Airaines era de 473 persones. Hi havia 188 famílies de les quals 36 eren unipersonals (16 homes vivint sols i 20 dones vivint soles), 68 parelles sense fills, 76 parelles amb fills i 8 famílies monoparentals amb fills.
La població ha evolucionat segons el següent gràfic:
Habitants censats

### Habitatges
El 2007 hi havia 205 habitatges, 186 eren l'habitatge principal de la família, 10 eren segones residències i 9 estaven desocupats. Tots els 205 habitatges eren cases. Dels 186 habitatges principals, 154 estaven ocupats pels seus propietaris, 28 estaven llogats i ocupats pels llogaters i 4 estaven cedits a títol gratuït; 4 tenien dues cambres, 20 en tenien tres, 62 en tenien quatre i 101 en tenien cinc o més. 129 habitatges disposaven pel capbaix d'una plaça de pàrquing. A 83 habitatges hi havia un automòbil i a 80 n'hi havia dos o més.

### Piràmide de població
La piràmide de població per edats i sexe el 2009 era:
| Homes | Edats   | Dones |
| ----- | ------- | ----- |
| 0     | 95 o +  | 0     |
| 0     | 90 a 94 | 0     |
| 4     | 85 a 89 | 0     |
| 8     | 80 a 84 | 4     |
| 16    | 75 a 79 | 16    |
| 4     | 70 a 74 | 20    |
| 12    | 65 a 69 | 12    |
| 8     | 60 a 64 | 8     |
| 4     | 55 a 59 | 12    |
| 24    | 50 a 54 | 12    |
| 32    | 45 a 49 | 24    |
| 12    | 40 a 44 | 20    |
| 12    | 35 a 39 | 12    |
| 32    | 30 a 34 | 12    |
| 8     | 25 a 29 | 16    |
| 4     | 20 a 24 | 4     |
| 16    | 15 a 19 | 20    |
| 16    | 10 a 14 | 8     |
| 20    | 5 a 9   | 8     |
| 16    | 0 a 4   | 8     |

## Economia

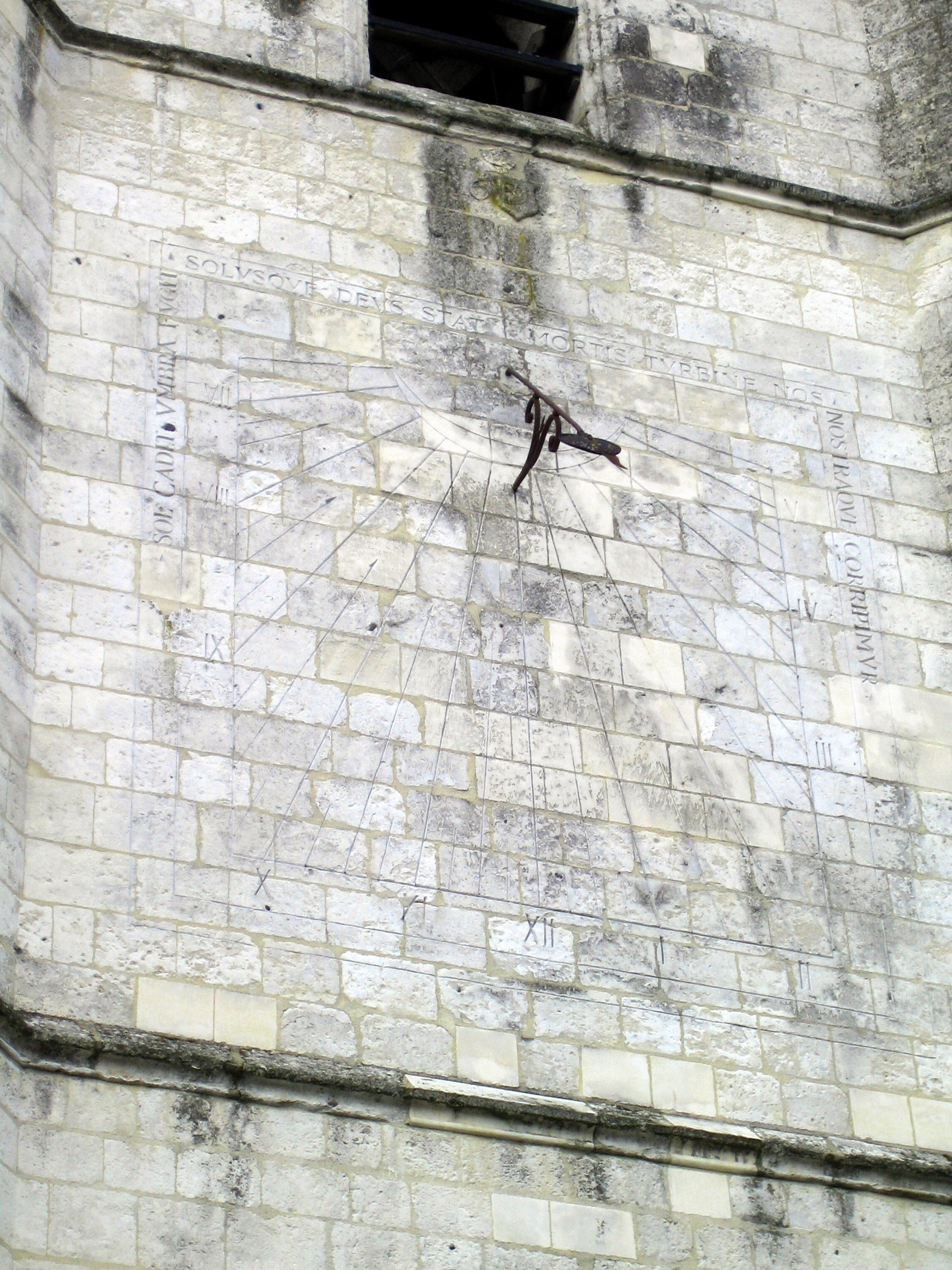

El 2007 la població en edat de treballar era de 282 persones, 209 eren actives i 73 eren inactives. De les 209 persones actives 189 estaven ocupades (99 homes i 90 dones) i 20 estaven aturades (11 homes i 9 dones). De les 73 persones inactives 22 estaven jubilades, 24 estaven estudiant i 27 estaven classificades com a «altres inactius».

### Ingressos
El 2009 a Quesnoy-sur-Airaines hi havia 179 unitats fiscals que integraven 461,5 persones, la mediana anual d'ingressos fiscals per persona era de 16.286 €.

### Activitats econòmiques
Dels 10 establiments que hi havia el 2007, 3 eren d'empreses extractives, 1 d'una empresa alimentària, 2 d'empreses de construcció, 1 d'una empresa de comerç i reparació d'automòbils, 1 d'una empresa d'hostatgeria i restauració, 1 d'una entitat de l'administració pública i 1 d'una empresa classificada com a «altres activitats de serveis».
Dels 3 establiments de servei als particulars que hi havia el 2009, 1 era un guixaire pintor, 1 fusteria i 1 restaurant.
L'únic establiment comercial que hi havia el 2009 era una carnisseria.
L'any 2000 a Quesnoy-sur-Airaines hi havia 15 explotacions agrícoles que ocupaven un total de 1.377 hectàrees.

## Equipaments sanitaris i escolars
El 2009 hi havia una escola elemental integrada dins d'un grup escolar amb les comunes properes formant una escola dispersa.

## Poblacions més properes
El següent diagrama mostra les poblacions més properes.